# Omar Sosa
Omar Sosa (Camagüey, 10 de abril de 1965) é um compositor e pianista cubano
Estudou na Escola Nacional de Música em Havana , onde especializou-se em jazz. Na década de 1990, passou pelo Equador e Estados Unidos e Espanha, realizando parcerias com grandes músicos, como João Santos, Dave Garibaldi, Yosvany Terry e Jesus Diaz.
Em 2011, Sosa ganhou o Independent Music Awards na categoria Álbum de Jazz.